# Lisa Gatto
Lisa Gatto (Montebelluna, 17 aprile 1982) è un'ex pistard e ciclista su strada italiana, vincitrice di sei titoli nazionali su pista.

## Biografia
Nata nel 1982 a Montebelluna, sorella di Oscar Gatto anch'egli ciclista, frequenta il Liceo Statale "Angela Veronese" della stessa città. Già Nazionale azzurra Juniores su strada ai Mondiali 2000 a Plouay, è attiva come Elite/Under-23 dal 2001, vestendo negli anni la divisa di alcune formazioni italiane: Raschiani-Alfa Lum RSM, S.C. Michela Fanini, Team FRW e Top Girls Fassa Bortolo. Si tessera anche per il Gruppo Sportivo Fiamme Azzurre.
In evidenza su pista, vince sei titoli nazionali Elite: quelli di 500 metri a cronometro e scratch nel 2002, quelli di inseguimento individuale e scratch nel 2005, e in coppia con Elisa Frisoni i titoli di velocità a squadre nel 2007 e 2008. Rappresenta anche la Nazionale azzurra in tre edizioni dei Mondiali su pista, nel 2001, 2005 e 2006. Su strada ottiene invece come miglior risultato il terzo posto al tricolore in linea 2001.

## Palmarès

### Pista
- 2002

Campionati italiani, 500 metri a cronometro
Campionati italiani, Scratch
- 2005

Campionati italiani, Inseguimento individuale
Campionati italiani, Scratch
- 2007

Campionati italiani, Velocità a squadre (con Elisa Frisoni)
- 2008

Campionati italiani, Velocità a squadre (con Elisa Frisoni)

## Piazzamenti

### Grandi Giri
- Giro d'Italia

2003: 101ª
2006: ritirata (4ª tappa)

### Competizioni mondiali
- Campionati del mondo su pista

Anversa 2001 - Inseguimento individuale: 17ª
Los Angeles 2005 - Inseguimento individuale: 13ª
Bordeaux 2006 - Inseguimento individuale: 14ª
- Campionati del mondo su strada

Plouay 2000 - Cronometro Junior: 7ª
Plouay 2000 - In linea Junior: 21ª

### Competizioni continentali
- Campionati europei su pista

Brno 2001 - Corsa a punti Under-23: 8ª
Büttgen 2002 - Scratch Under-23: 2ª
Mosca 2003 - Keirin Under-23: 5ª
Mosca 2003 - 500 m a cronometro Under-23: 9ª
Mosca 2003 - Scratch Under-23: 6ª